# Ammiqam
Ammiqam (Hebreeuws: עמיקם) is een dorp van de regionale raad van Alona. Het dorp ligt in het zuidoostelijke deel van het bergachtige massief van het Karmelgebergte. Het dorp leeft vooral van zijn landbouw.

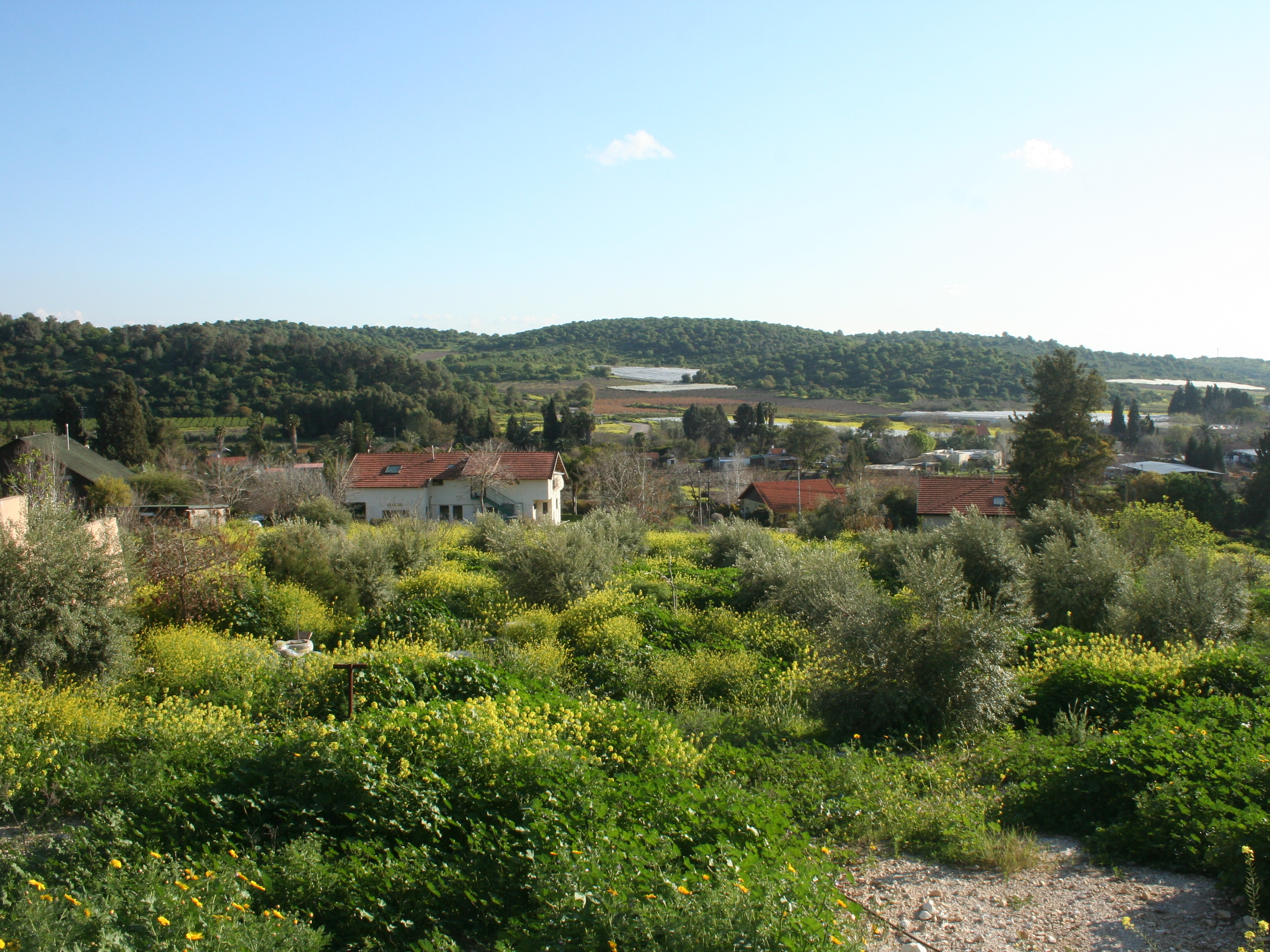
Ammiqam

Ammiqam · Avi'el · Giv'at Nili